# ريوتا تاكيوتشي
ريوتا تاكيوتشي (竹内良太 تاكيوتشي ريوتا) هو مؤدي أصوات ياباني ولد في 22 سبتمبر في كوبه، هيوغو.

## أدواره في الأنمي

### مسلسلات أنمي تلفزيونية
- ناروتو شيبودن - داروي
- بوروتو: ناروتو نكست جينيريشنز - داروي
- روك لي وأصدقائه النينجا - داروي
- دراماتيكال مردر - رين
- كيل لا كيل - كيوجي أوباياشي
- هيرومان - هيرومان
- كينموزا - والد كارين كوجو
- هايكيو!! - واكاتوشي أوشيجيما
- هايكيو!! الموسم الثاني - واكاتوشي أوشيجيما
- هايكيو!! ثانوية كاراسونو في مواجهة أكاديمية شيراتوريزاوا - واكاتوشي أوشيجيما
- لعبة الجوكر - جان فيكتور
- ديمنشن دبليو - جيسون كرايسلر
- ساموراي واريورز - كاغيكاتسو أويسوغي، كوجورو كاتاكورا
- يونغ بلاك جاك - وولف
- غيت: قوات الدفاع الذاتي تقاتل في أرض غريبة - غراهام موريس
- فصل الاغتيال - شيرو
- الآلي السليم دايميدالر - جوزيف
- معارك القوى الغريبة في حياتنا اليومية - شوغو توكي
- أغنية حب طيار - ماركوس غيريرو
- البدلة المتنقلة جاندام: أيتام الدم الحديدي - جاسلي دونوميكولس
- عروس الساحر - إيلياس إينزوورث
- شينوبي نوبوناغا: أنيغاوا و إيشياما - شيموتسوما رايرين
- أكاديميتي للأبطال - كينجي تسوراغاماي
- دكتور ستون - جاسبر

### أفلام أنمي
- بوروتو: ناروتو الفيلم - داروي

## أدواره في ألعاب الفيديو
- ناروتو شيبودن: ألتيميت نينجا ستورم ريفولوشن - داروي
- ناروتو شيبودن: ألتيميت نينجا ستورم 4 - داروي
- هايكيو!! كروس تيم ماتش! - واكاتوشي أوشيجيما
- طوكيو ميراج سيشنز شارب إف إي - دروغ
- ساموراي واريورز 4 - كاغيكاتسو أويسوغي، كوجورو كاتاكورا
- ريو غا غوتوكو إيشن! - ميكيسابورو سوزوكي
- سورد آرت أونلاين: لوست سونغ - سوميراغي
- ستريت فايتر V - أبيغيل

## روابط خارجية
- ريوتا تاكيوتشي على موقع IMDb (الإنجليزية)
- ريوتا تاكيوتشي على موقع ميوزك برينز (الإنجليزية)
- ريوتا تاكيوتشي على موقع ANN person (الإنجليزية)